# Avotrichodactylus oaxensis
Avotrichodactylus oaxensis is een krabbensoort uit de familie van de Trichodactylidae. De wetenschappelijke naam van de soort is voor het eerst geldig gepubliceerd in 1992 door Rodríguez.